# Église Saint-Martin de Limoux
 (juin 2024).
Si vous disposez d'ouvrages ou d'articles de référence ou si vous connaissez des sites web de qualité traitant du thème abordé ici, merci de compléter l'article en donnant les références utiles à sa vérifiabilité et en les liant à la section « Notes et références ».
L'église Saint-Martin de Limoux est une église située en France sur la commune de Limoux, dans le département de l'Aude en région Occitanie.
L'Église a été inscrite au titre des monuments historiques en 1948 et est le plus haut bâtiment de la ville depuis des centaines d'années.

## Localisation
L'église est située sur la commune de Limoux, dans le département français de l'Aude.

## Historique
L'église Saint-Martin fut construite au XIIe siècle sur les bords de l'Aude, que le Pont Neuf traverse : sa construction fortifiée remonte au XIVe siècle.
L'église, citée dans un document dès 1120, fut remaniée aux XIVe et XVe siècles. Après avoir appartenu à l'abbaye de Saint-Hilaire, elle passa après un long conflit aux dominicains du monastère de Prouilhe.
Elle fut restaurée au XIXe siècle (flèche du clocher, arcs et voûtes de la nef, clochetons). Elle faillit être élevée au rang de cathédrale par le pape Jean XXII en 1316, mais la décision fut annulée au profit d'Alet devant l'opposition des religieuses qui perdaient un important décimaire.
La flèche fut reconstruite en 1777 après sa destruction par la foudre.
« Il pleut sans discontinuer ; l'orage est aussi long que terrible et soudain, peu avant minuit, le samedi 19 août 1775, le ciel est entièrement électrisé, le grondement du tonnerre est d'une violence inouïe. C'est l'affliction générale de la population. La foudre vient de s'abattre sur l'église Saint-Martin de Limoux. La flèche du clocher est quasiment détruite mais aussi, le haut de la tour octogonale primitive est grandement endommagé... »
L'Église (à l'exception des parties restaurées au 19e siècle (flèche du clocher, arcs et voûtes de la nef, clochetons Nord et Sud) a été inscrite au titre des monuments historiques en 1948.

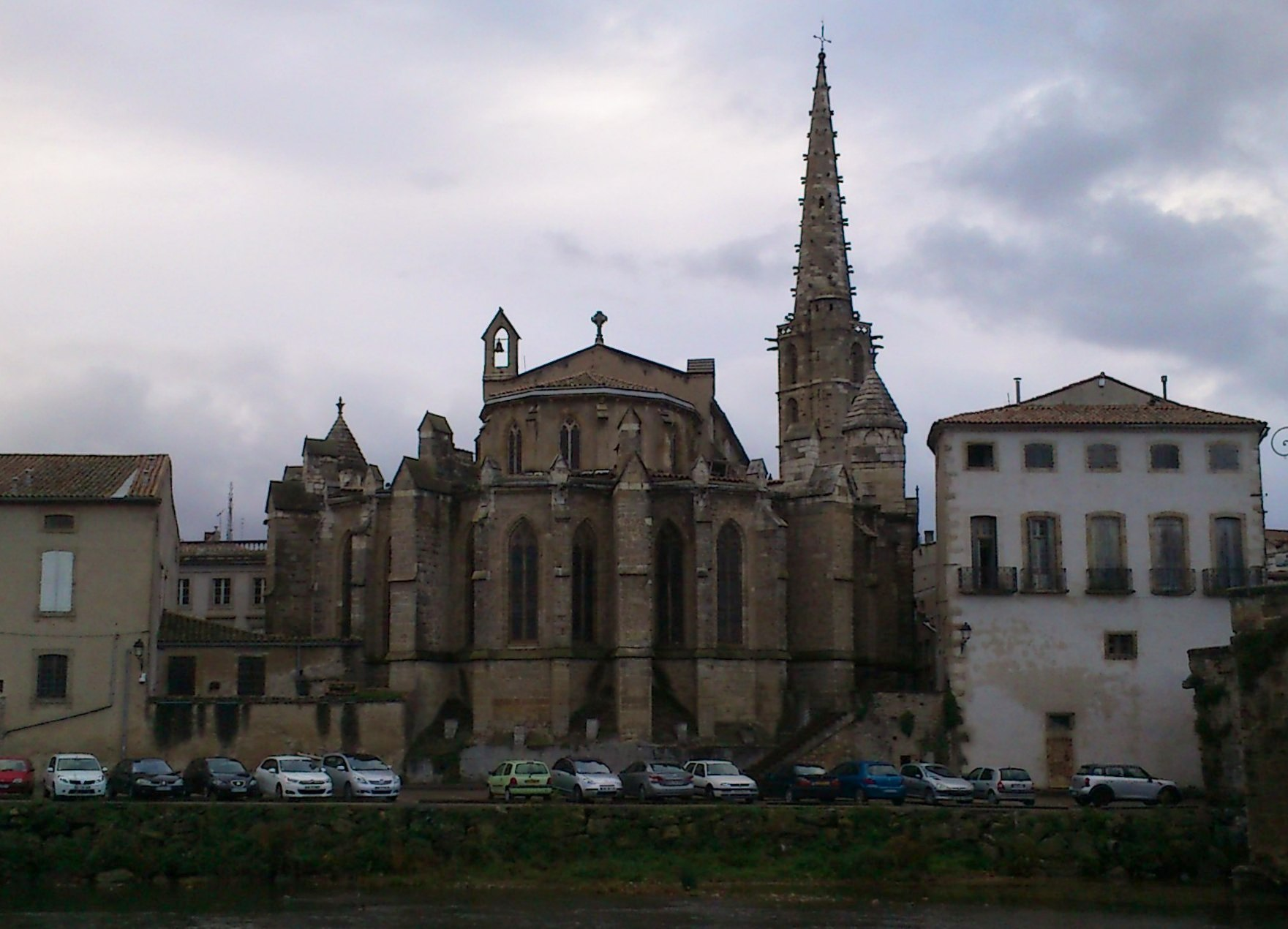
Arrière de l'église vue de l'Aude.

## Description
L'église Saint-Martin date du XIIe siècle mais elle a subi, au cours des siècles, d’importantes transformations. Le porche et la nef sont de style roman, le clocher gothique (XVIe siècle) est bâti sur l’ancienne tour carrée romane (XIe siècle), le baldaquin en bois sculpté (XVIIIe siècle) et les vitraux modernes lui donnent un cachet particulier. 
La restauration des Orgues date de 1994. La rénovation de la façade a été rendue possible, en 1993, grâce à l’opération “Toques et Clochers”grâce à la vente aux enchères de fûts de Chardonnay organisée tous les ans pour le week-end des Rameaux par la Cave du Sieur d’Arques.

## Orgue

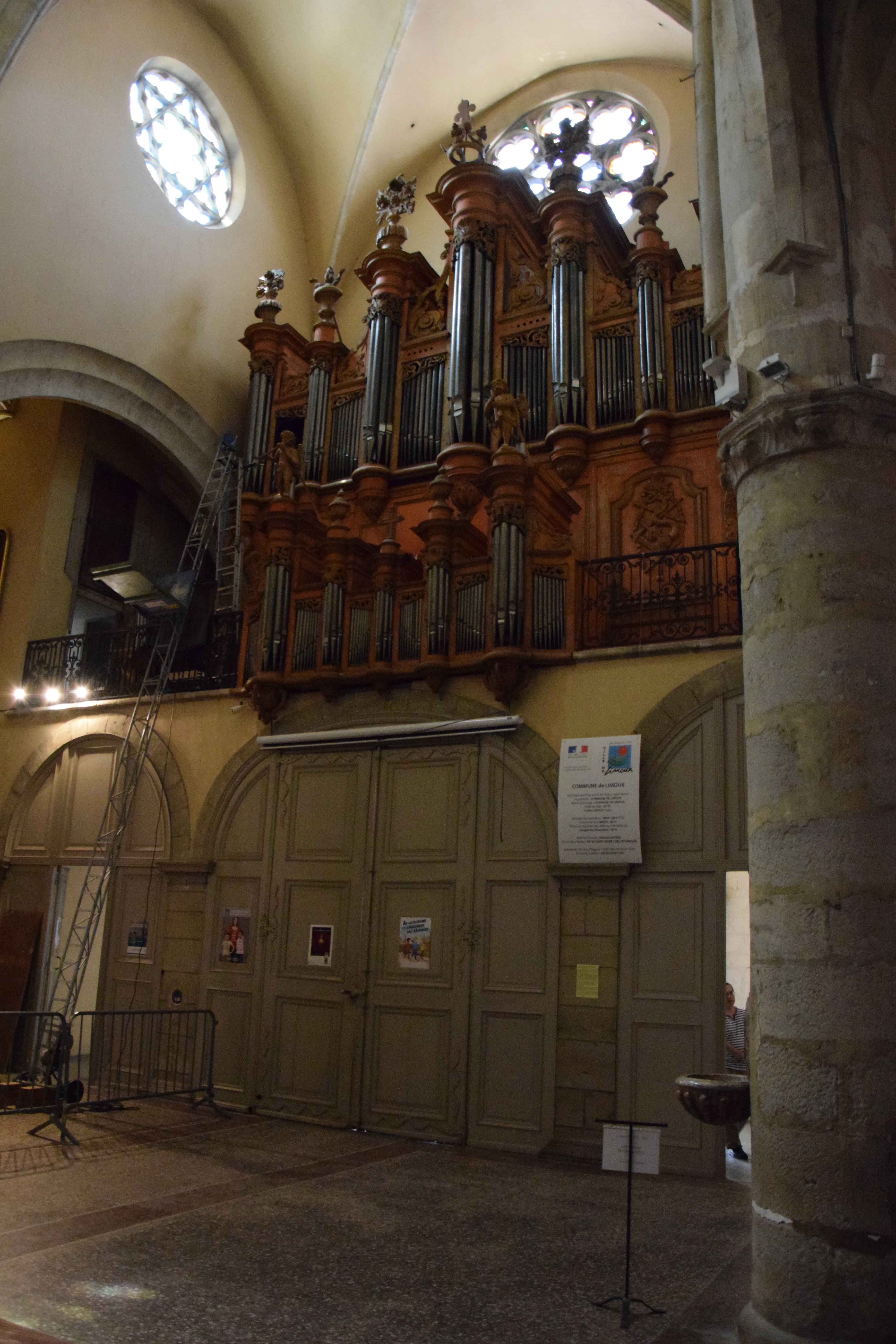
L'orgue de l'église Saint-Martin

Des orgues existaient au XVIe siècle mais ils ont été remplacés au milieu du XVIIIe siècle.
Comme l'indique une inscription sur le buffet actuel, il a été confectionné par Pierre de Montbrun en 1740-1742 mais il rappelle ceux construits par Christophe Moucherel à Saint-Just de Narbonne et Sainte-Cécile d'Albi. Il a été classé au titre objet des monuments historiques le 21 mars 1967. La partie instrumentale réalisée entre 1740 et 1743 par Pierre de Montbrun a été partiellement reconstruite entre 1767 et 1772 par Jean-François Picard L'Épine qui a procédé à la réharmonisation de l'instrument. Théodore Puget a transformé la composition de l'instrument, en 1871, à partir de nombreux tuyaux anciens.
L'orgue a été restauré en 1994 par le facteur d'orgues du Gers, Pierre Vialle. L'orgue a été remis dans le ton initial, du XVIIIe siècle. L'orgue a été inauguré par Michel Chapuis, le 10 décembre 1994. Ces travaux ont été complétés en 2015 par Michel Formentelli.